# Saint-Martin-l’Aiguillon
Saint-Martin-l’Aiguillon település Franciaországban, Orne megyében. Lakosainak száma 186 fő (2022. január 1.). Saint-Martin-l’Aiguillon Rânes, Carrouges, Le Champ-de-la-Pierre, Joué-du-Bois, Sainte-Marguerite-de-Carrouges, Sainte-Marie-la-Robert és Vieux-Pont községekkel határos.

## Népesség
A település népessége az elmúlt években az alábbi módon változott:
| Lakosok száma | 205  | 198  | 195  | 195  | 194  | 192  | 189  | 186  |
|               | 2013 | 2015 | 2017 | 2018 | 2019 | 2020 | 2021 | 2022 |